# Fourchambault
Fourchambault /fuʁʃɑ̃ˈbo/ è un comune francese di 4 815 abitanti situato nel dipartimento della Nièvre nella regione della Borgogna-Franca Contea.
Il comune è gemellato con la cittadina di Pontedera a cui è legata grazie all'esperienza ACMA, la fabbrica aperta da Piaggio per la costruzione della piccola autovettura Vespa 400. Promotrice del gemellaggio fu la scrittrice Athe Gracci.

## Società

### Evoluzione demografica
Abitanti censiti